# Never Back Losers
Never Back Losers (übersetzt „Nie auf Verlierer setzen“) ist ein britischer Kriminalfilm von Robert Tronson aus dem Jahr 1961. Produziert wurde er von der Filmgesellschaft Merton Park Studios. Das Drehbuch stammt von dem Drehbuchautor Lukas Heller und baut auf dem Roman The Green Ribbon von Edgar Wallace auf (auf Deutsch erschienen als Turfschwindel). Der Film war Teil der ersten Hälfte der Edgar Wallace Mysteries, einer Serie von 47 Edgar-Wallace-Verfilmungen der Merton Park Studios zwischen 1960 und 1965; in Deutschland wurde er nie gezeigt.

## Handlung
Nachdem ein junger Jockey ermordet wurde, beschäftigt sich der Versicherungsagent Jim Mathews mit der Aufklärung des Falls. Er deckt dabei eine Bande von Betrügern auf, die mit Bestechungsgeldern Pferderennen manipulieren. Es gelingt ihm, den Chef der Bande, „Lucky“ Ben Black zu stellen und damit einem ehrlichen Jockey zum Sieg zu verhelfen.

## Kritiken
Joachim Kramp und Jürgen Wehnert zitieren in ihrem Das Edgar Wallace Lexikon von 2004 eine Kritik des Monthly Film Bulletin von 1962 zum Film. Diese beschreibt den Film als ersten „aus der Edgar-Wallace-Serie der ‚Crime-and-Turf‘-Geschichten“ und lobt den geschickten Einsatz von Jack Hedley und dessen „gewinnend schüchterne Persönlichkeit“. Der Film entwickle sich „mit stiller Rafinesse im Milieu von Spielerrunden und Nightclubs“, während Rennszenen nur zu Beginn und am Ende des Films vorkommen.

## Belege
1. ↑  
„Never Back Losers (Film).“ In: Joachim Kramp, Jürgen Wehnert: Das Edgar Wallace Lexikon. Leben, Werk, Filme. Es ist unmöglich, von Edgar Wallace nicht gefesselt zu sein! Verlag Schwarzkopf & Schwarzkopf, Berlin 2004; S. 458. ISBN 3-89602-508-2.
2. ↑  
Kritik vom Monthly Film Bulletin vom Januar 1962, zitiert nach „Never Back Losers.“ In: Joachim Kramp, Jürgen Wehnert: Das Edgar Wallace Lexikon. Leben, Werk, Filme. Es ist unmöglich, von Edgar Wallace nicht gefesselt zu sein! Verlag Schwarzkopf & Schwarzkopf, Berlin 2004; S. 458. ISBN 3-89602-508-2.